# Plynops riedeni
Plynops riedeni är en stekelart som beskrevs av Shaw 1996. Plynops riedeni ingår i släktet Plynops och familjen bracksteklar. Inga underarter finns listade i Catalogue of Life.